# Matías Godoy
Matías Emanuel Godoy (Ceres, Santa Fe; 10 de enero de 2002) es un futbolista profesional argentino que se desempeña como delantero o mediocampista. Actualmente juega en el Instituto Atlético Central Córdoba de la Primera División de Argentina.

## Carrera

### Atlético de Rafaela
Godoy debutó el 16 de abril de 2018 en la derrota por 2-0 contra Quilmes, ingresando a los 23 minutos del segundo tiempo por Jorge Velázquez. 
Su primer gol lo convirtió el 19 de abril del año siguiente, partido que finalizó en empate a 1 contra Independiente Rivadavia.

### Dinamo Zagreb
Su paso por la selección juvenil hizo que varios equipos se interesen en el delantero, pero finalmente fue el Dinamo Zagreb de Croacia. No llegó a jugar en el primer equipo, pero si en el B, disputando 4 partidos.

### Argentinos Juniors
Al no tener muchos minutos en Europa, Godoy volvió a la Argentina para jugar en Argentinos Juniors. Hasta el momento no debutó con el Bicho. En 2021 fue prestado a Instituto y a Talleres de Córdoba en 2022.

### Estudiantes de La Plata
Estudiantes acordó la llegada de Matías Godoy mediante la compra de 50% de los derechos económicos, firmando contrato hasta diciembre de 2025.
En 2024 es cedido a Central Córdoba (Santiago del Estero) donde obtiene con el equipo la Copa Argentina 2024 y en 2025 a Instituto (Córdoba), ambos de la Primera División de Argentina.

## Selección nacional
Godoy debutó en la sub-17 en 2018, cuando Argentina en un amistoso se enfrentó a Estados Unidos. El partido terminó 2-1 a favor de la Albiceleste y Godoy convirtió un gol.
Al año siguiente disputó el Sudamericano y el Mundial. Sumando ambos torneos, el juvenil disputó un total de 13 partidos y convirtió 6 goles.

## Estadísticas

### Clubes
| Equipo                            | División      | Temporada     | Liga  | Liga  | Copas Nacionales | Copas Nacionales | Torneos internacionales | Torneos internacionales | Total | Total | Media goleadora |
| Equipo                            | División      | Temporada     | Part. | Goles | Part.            | Goles            | Part.                   | Goles                   | Part. | Goles | Media goleadora |
| --------------------------------- | ------------- | ------------- | ----- | ----- | ---------------- | ---------------- | ----------------------- | ----------------------- | ----- | ----- | --------------- |
| Atlético de Rafaela Argentina     | 2.ª           | 2017-18       | 1     | 0     | -                | -                | -                       | -                       | 1     | 0     | 0               |
| Atlético de Rafaela Argentina     | 2.ª           | 2018-19       | 1     | 1     | 0                | 0                | -                       | -                       | 1     | 1     | 1               |
| Atlético de Rafaela Argentina     | 2.ª           | 2019-20       | 5     | 0     | -                | -                | -                       | -                       | 5     | 0     | 0               |
| Atlético de Rafaela Argentina     | Total         | Total         | 7     | 1     | 0                | 0                | -                       | -                       | 7     | 1     | 0.14            |
| Dinamo Zagreb II · Croacia        | 2.ª           | 2019-20       | 3     | 0     | -                | -                | 1                       | 0                       | 4     | 0     | 0               |
| Dinamo Zagreb II · Croacia        | Total         | Total         | 3     | 0     | -                | -                | 1                       | 0                       | 4     | 0     | 0               |
| Argentinos Juniors Argentina      | 1.ª           | 2020          | 0     | 0     | 0                | 0                | -                       | -                       | 0     | 0     | 0               |
| Argentinos Juniors Argentina      | Total         | Total         | 0     | 0     | 0                | 0                | -                       | -                       | 0     | 0     | 0               |
| Instituto (Córdoba) Argentina     | 2.ª           | 2021          | 11    | 2     | 0                | 0                | -                       | -                       | 11    | 2     | 0.18            |
| Instituto (Córdoba) Argentina     | 1.ª           | 2025          | 1     | 0     | 0                | 0                | -                       | -                       | 1     | 0     | 0               |
| Instituto (Córdoba) Argentina     | Total         | Total         | 12    | 2     | 0                | 0                | -                       | -                       | 12    | 2     | 0.17            |
| Talleres Argentina                | 1.ª           | 2022          | 24    | 1     | 15               | 0                | 9                       | 0                       | 48    | 1     | 0.02            |
| Talleres Argentina                | Total         | Total         | 24    | 1     | 15               | 0                | 9                       | 0                       | 48    | 1     | 0.02            |
| Estudiantes de La Plata Argentina | 1.ª           | 2023          | 19    | 2     | 6                | 0                | 6                       | 0                       | 31    | 2     | 0.06            |
| Estudiantes de La Plata Argentina | Total         | Total         | 19    | 2     | 6                | 0                | 6                       | 0                       | 31    | 2     | 0.06            |
| Central Córdoba (SdE) Argentina   | 1.ª           | 2024          | 21    | 1     | 11               | 1                | -                       | -                       | 32    | 2     | 0.06            |
| Central Córdoba (SdE) Argentina   | Total         | Total         | 21    | 1     | 11               | 1                | 0                       | 0                       | 32    | 2     | 0.06            |
| Total carrera                     | Total carrera | Total carrera | 86    | 7     | 32               | 1                | 16                      | 0                       | 134   | 8     | 0.06            |

### Selección
| Selección     | Año           | Amistosos | Amistosos | Sudamérica | Sudamérica | Mundial | Mundial | Total | Total | Media goleadora |
| Selección     | Año           | Part.     | Goles     | Part.      | Goles      | Part.   | Goles   | Part. | Goles | Media goleadora |
| ------------- | ------------- | --------- | --------- | ---------- | ---------- | ------- | ------- | ----- | ----- | --------------- |
| Sub-17        | 2018          | 1         | 1         | -          | -          | -       | -       | 1     | 1     | 1               |
| Sub-17        | 2019          | -         | -         | 9          | 3          | 4       | 3       | 13    | 6     | 0.46            |
| Sub-17        | Total         | 1         | 1         | 9          | 3          | 4       | 3       | 14    | 7     | 0.5             |
| Total carrera | Total carrera | 1         | 1         | 9          | 3          | 4       | 3       | 14    | 7     | 0.5             |

## Palmarés

### Campeonatos nacionales
| Título         | Equipo                  | Sede     | Año  |
| -------------- | ----------------------- | -------- | ---- |
| Copa Argentina | Estudiantes de La Plata | Lanús    | 2023 |
| Copa Argentina | Central Córdoba (SdE)   | Santa Fe | 2024 |

### Campeonatos internacionales
| Título              | Equipo           | Sede  | Año  |
| ------------------- | ---------------- | ----- | ---- |
| Sudamericano Sub-15 | Argentina Sub-15 | Chile | 2017 |
| Sudamericano Sub-17 | Argentina Sub-17 | Perú  | 2019 |